# SpeXial
SpeXial er et taiwanesisk boyband dannet i 2012, hvor de også udgav deres debutalbum SpeXial. Gruppen består af 12 medlemmer og er dermed vokset siden dannelsen, hvor bandet kun havde fire medlemmer: Sam, Wes, Wayne og Matthew.

## Historie
SpeXial startede som en 4-mands boyband i 2012. De udgav deres debutalbum Spexial den 7. december 2012. Gruppen fik tre nye medlemmer, Simon, Teddy, og Evan, i midten af 2014 før deres 5. juni 2014 "Break It Down" comeback. Denne 7-mands gruppe udgav der efter deres anden Mandarin albumm "Break It Down" den 12. juni 2014 med et genpakket album udgivet den 1. august 2014. Den 13. januar 2015 udgav gruppens agentur en officiel erklæring om, at tre nye medlemmer, Win, Riley, og Ian, ville slutte sig til gruppen i deres nye EP og en dvd, som ville blive udgivet den 4. februar 2015. To af medlemmerne, Matthew og Evan, ville ikke deltage i dette comeback på grund dels af militære tjeneste dels college uddannelse. I august 2015 medvirkede gruppen på Ayumi Hamasakis nummer "Sayonara" på minialbummet "Sixxxxxx".
I 2013 medvirkede flere af gruppens medlemmer i tv-serien "Fabulous Boys".

## albums
| albums | album name         | numre                |
| ------ | ------------------ | -------------------- |
| 2012   | debut og "SpeXial" | 10 numre             |
| 2014   | "Break it down"    | 10 numre             |
| 2015   | "love killah"      | love killah: 2 numre |
| 2015   | "dangerous"        | dangerous: 10 numre  |

## medlemmer
| navn                 | egentligt navn           | fødselsdag       |
| -------------------- | ------------------------ | ---------------- |
| Wes (gruppens leder) | Luo Hong Zheng (羅弘証)  | 26. juli 1989    |
| wayne                | Huang Wei Jin (黃偉晉)   | 23. marts 1990   |
| Matthew              | Xu Ming Jie (許名傑)     | 12. maj 1993     |
| sam                  | Lin Zi Hong (林子閎)     | 1. oktober 1993  |
| simon                | Lian Chen Xiang (連晨翔) | 3. januar 1992   |
| evan                 | Ma Zhen Huan (馬振桓)    | 2. november 1992 |
| teddy                | Chen Xiang Xi (陳向熙)   | 15. oktober 1993 |
| riley                | Wang Yi Lun (王以綸)     | 18. marts 1996   |
| ian                  | Yi Bo Chen (易柏辰)      | 24. oktober 1996 |
| Win                  | 風田                     | 12. februar 1992 |
| Dylan                | 熊梓淇                   | 6. juni 1992     |
| Zhiwei (執)          | 趙志偉                   | 8. august 1994   |